# Valkovský potok (přítok Radomky)
Valkovský potok je potok v regionu Šariš, teče územím obcí Štefurov, Valkovce a Okrúhle v okrese Svidník a územím obcí Marhaň a Lascov v okrese Bardejov, v  Prešovském kraji na Slovensku. Nachází se v geomorfologickém celku Ondavská vrchovina. Ústí do Radomky. Má délku 6,9 km.

## Pramen
Pramení v nadmořské výšce 350 m n. m. na hranici obcí Štefurov v okrese Svidník a Marhaň v okrese Bardejov, v lesním extravilánu.

## Průběh toku
Od pramene teče jihovýchodním směrem, sledujíc hranici obcí Štefurov a Marhaň. V nadmořské výšce 281 m n. m. začne téct úsekem společné hranice mezi obcí Štefurov a obcí Lascov v okrese Bardejov a mění směr na severovýchod. V nadmořské výšce 231 m n. m. se dostává na hranici obcí Valkovce v okrese Svidník a obcí Štefurov a teče po hranici a poté vtéká na území Štefurova a vlévá se do něj bezejmenný přítok. V nadmořské výšce 225 m n. m. se vrací na hranici obcí Štefurov a Valkovce a od 217 m n. m. pokračuje po hranici obcí Valkovce a Okrúhle. V nadmořské výšce 214 m n. m. se do něj vlévá levostranný přítok Šapinský potok, který přitéká z části obce Okrúhle, Šapince. Posledních 100 metrů toku teče územím obce Okrúhle a vlévá se do Radomky jako její pravostranný přítok.